# Nikolai Nikolajewitsch Baranski
Nikolai Nikolajewitsch Baranski (russisch Николай Николаевич Баранский; * 15. Julijul. / 27. Juli 1881greg. in Tomsk; † 29. November 1963 in Moskau) war ein russischer Wirtschaftswissenschaftler und Geograph.

## Leben
Der Sohn eines Gymnasiallehrers studierte ab 1897 bis 1901 an der juristischen Fakultät der Universität in Tomsk. Seine erste Berührung mit der Geographie machte Baranski mit einer Arbeit über das Altai-Gebirge.
Wegen Beteiligung an illegalen politischen Aktivitäten musste er mehrfach Gefängnisstrafen absitzen und musste mehrfach seinen Wohnort wechseln. Dadurch lernte er das russische Reich von Karelien bis zum fernen Osten kennen. In den Jahren 1910 bis 1914 absolvierte er die Handelshochschule in Moskau.
Von den Bolschewiki wurde er als Finanzrevisor in der Arbeiter und Bauerninspektion eingesetzt. Diese Tätigkeit war erneut mit einem häufigen Wechsel seines Aufenthaltsortes verbunden. 1925 baute er in den Moskauer Hochschulen den Zweig der ökonomischen Geographie auf und schrieb Lehrbücher über die ökonomische Geographie der Sowjetunion. Seine Bücher erschienen sowohl als Hochschullehrbücher als auch als Schulbücher in 20 Sprachen der Sowjetunion.
1935 promovierte Baranski zum Doktor der geografischen Wissenschaften und beschäftigte sich von nun an mit der Didaktik der Geographie. Im selben Jahr gründete er die renommierte Zeitschrift Geographie in der Schule. Außerdem förderte er die Schulkartografie und initiierte die Entwicklung geographischer Lehrfilme. Baranski war außerdem Mitbegründer des Verlages der Großen Sowjetischen Enzyklopädie. 1939 wurde er zum korrespondierenden Mitglied der Akademie der Wissenschaften der UdSSR gewählt. Neben vielen anderen Auszeichnungen wurde Baranski 1951 der Stalinpreis verliehen.
Baranski forschte maßgeblich im Bereich der ökonomischen Geographie mit wirtschaftswissenschaftlicher Grundlage und starkem regionalem Bezug und war ein redegewandter Dozent. Nach ihm wurde der Baranski-Vulkan auf den Kurilen benannt. Galina Sdasjuk war eine Schülerin Baranskis.